# Универзитет Флориде
Универзитет Флориде (енгл. University of Florida) је државни универзитет у Гејнсвилу. Постоји од 1853. године, а непрекидно ради у свом кампусу у Гејнсвилу од септембра 1906.
Трећи је универзитет по броју студената на Флориди, као и пети највећи са једним кампусом у САД са 57.841 студентом уписаним током школске 2020/21. Састоји се од 16 колеџа и више од 150 истраживачких центара и института.